# کاندیدای منچوری (فیلم ۱۹۶۲)
کاندیدای مَنچوری (به انگلیسی: The Manchurian Candidate) یک فیلم آمریکایی مهیج جنگ سرد به کارگردانی جان فرانکن هایمر است که ستارگانی مانند فرانک سیناترا، لارنس هاروی و جنت لی و بازیگرانی مانند آنجلا لنسبوری، هاردینگ سیلوا، جیمز گرگوری در آن بازی می‌کردند.

داستان فیلم بر پایهٔ کتاب ریچارد کاندون است که توسط جورج اکسل رود فیلمنامه آن نوشته شده‌است.

## داستان فیلم
روایت فیلم شستشوی مغزی فرزند یک خانوادهٔ سیاسی برجسته جناح راست به‌عنوان یک قاتل بی‌خبر در توطئهٔ کمونیستی بین‌المللی است.

داستان فیلم مربوط به سال ۱۹۵۹ است که تعدادی سرباز از جنگ کره بازگشته‌اند و به یکی از آنها مدال احترام داده می‌شود، زیرا در میدان جنگ جان اعضای گشتش را نجات داده‌است، آنها را به منچوری می‌برند و یک نفر چینی آنها را شستشوی مغزی می‌دهد و یکی از کسانی را که مدال احترام گرفته‌بود به‌عنوان آدم‌کش حرفه‌ای تربیت می‌کنند و…